# Breaza (Mureș)
Breaza (Hongaars: Beresztelke) is een comună in het district Mureş, Transsylvanië, Roemenië. Breaza is opgebouwd uit drie dorpen, namelijk:
- Breaza (Hongaars: Beresztelke)
- Filpişu Mare (Hongaars: Magyarfülpös)
- Filpişu Mic (Hongaars: Kisfülpös)

De gemeente heeft een gemengde bevolking, in het hoofddorp is de verhouding tussen Hongaren en Roemenen 45% om 55%, in Filpişu Mic (Kisfülpös) zijn de Hongaren met 57% van de bevolking in de meerderheid en in Filpişu Mare de Roemenen met 75%.
De gemeente ligt op de taalgrens tussen het traditioneel Hongaarstalige Szeklerland en de verder Roemeenstalige gebieden in het district. 

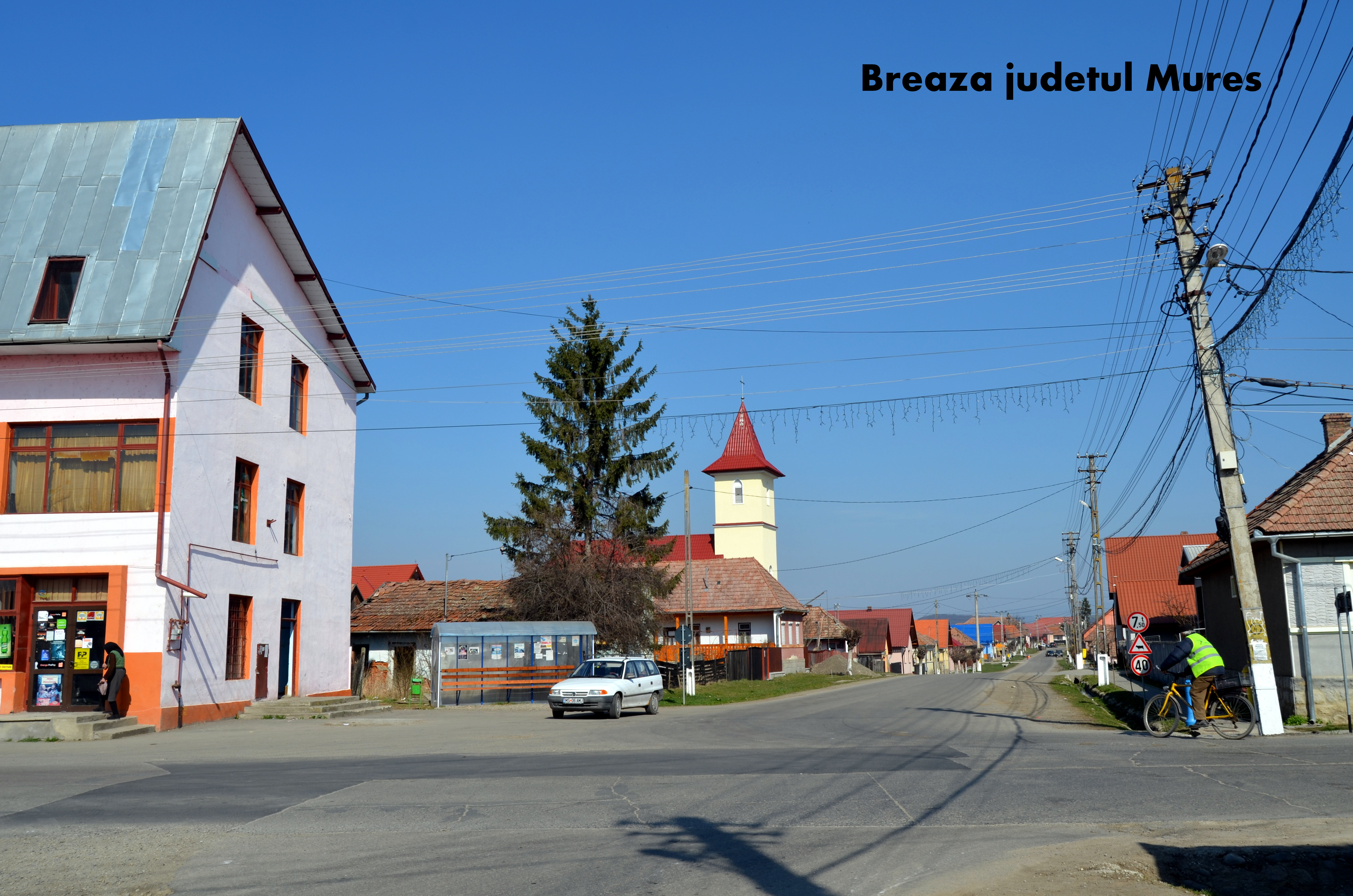
Centrum van Breaza, Mureș